# Karl Grengg

Karl Grengg um 1900

Karl Grengg (* 16. März 1851 in Graz; † 7. Oktober 1914 ebenda) war ein österreichischer Opernsänger in der Stimmlage Bass.

## Leben und Werk
Karl Grengg wurde 1851 in Graz geboren, wo sein Vater als Kanzleidirektor wirkte. Er besuchte das Gymnasium und wandte sich dann dem Studium der Medizin zu. Schon damals erregte er, wenn er zuweilen an hohen Festtagen im Kirchenchor sang, mit seinem volltönenden Bassbariton Aufsehen und als er später als Mitglied des Akademischen Gesangvereines bei den Liedertafeln und Konzerten des Vereines als Solist austrat, riet man ihm von vielen Seiten, sich der Bühne zuzuwenden. Seine erste musikalische Ausbildung erhielt er bei Professor Hoppe. Zunächst wirkte er im Grazer Stadttheater, dann in Zürich, wo er jedoch nur ein Jahr verblieb. Nach einiger Zeit erhielt er ein Angebot vom Direktor Recke in Nürnberg, der mit seiner aus tüchtigen Kräften bestehenden Gesellschaft in den Stadttheatern in Nürnberg, Fürth und Würzburg Vorstellungen gab. Das erste Engagement, das Grenggs Namen in der Theaterwelt bekanntmachte, war das am Prager Deutschen Landestheater, an dem der Künstler durch drei Jahre als erster Künstler wirkte. 1882 wechselte er zum Stadttheater in Leipzig, das damals über ein hervorragendes Opernensemble verfügte. Nach Gastauftritten am k.u.k. Hofoperntheater in Wien wurde er von Direktor Karl Jahn 1889 als Nachfolger von Emil Scaria fix an dieser Bühne verpflichtet. Mit seiner imposanten Erscheinung, dem mächtigen Brustkorb, war Grengg als Bassist für das Heldenfach, namentlich als Interpret von Wagner-Opern, wie geschaffen. Von einem internationalen Publikum wurde in Bayreuth sein Gurnemanz im Parsifal bewundert.
In der Wiener Gesellschaft und an den Stätten seines Wirkens war Grengg wegen seines humorvollen, zurückhaltenden Wesens überaus beliebt. Am 23. August 1902 erlitt er während einer Vorstellung einen Schlaganfall, von dem er sich nicht mehr erholte. Nach dreimonatiger Dienstunfähigkeit wurde sein Vertrag von der Hoftheaterbehörde gekündigt, worauf das Engagement nach Ablauf von weiteren drei Monaten erlosch. Die jährliche Unterstützung, die er vom Staat bezog, betrug gerade einmal ein Zehntel seines Aktivbezuges. Nach Erhalt des Pensionsdekretes übersiedelte Grengg mit seiner Gattin nach Graz, wo er nach längerem Siechtum im Alter von 62 Jahren verstarb. Er lebte zuletzt in der Glacisstraße 5.

## Varia
Bevor Cosima Wagner Grengg anbot, den Part des Gurnemanz im Parsifal zu übernehmen, stellte sie Ermittlungen darüber an, ob der Künstler nicht etwa Israelit sei. Ihr Informant in Wien berichtete dazu in einem ausführlichen antisemitischen Bericht über den Bassisten:
„G. ist unzweifelhaft kein Semit. Von bestunterrichteter Seite wird mir versichert, er sei ein echter, grobkörniger, steiermärkischer Germane. Dagegen geht das ‚on dit‘, dass die Frau entweder Vollblut-Jüdin sei, oder wenigstens sehr stark mit diesem Blut infiziert. Sie soll einen großen Einfluss auf ihn haben und bei manchen Gelegenheiten seiner Handlungsweise ein so ausgesprochen semitisches Gepräge aufzwängen, dass hieraus vielfach die Ansicht hervorginge, er selber sei Jude. Man müsse also vielmehr sagen: er ist so rein-deutsch, dass er sich in hündischer Weise von Juden beeinflussen lässt.“
Grenggs Frau Laura, geb. Rubin (1849 in Gewitsch, Mähren) war jüdischer Herkunft, und auch Grengg trat vorübergehend zum Judentum über, gab jedoch ebenso wie seine Frau 1904 im städtischen Bezirksamt in Graz seinen Austritt aus dem mosaischen Glauben bekannt.
Laura Grengg zog nach dem Tod ihres Gatten wieder nach Wien und starb dort am 20. Oktober 1919 im 70. Lebensjahr; sie wurde auf dem Friedhof in Ober St. Veit beigesetzt. Georg, der einzige Sohn des Ehepaares, war seinem Vater bereits 1916 ins Grab gefolgt.